# Campeonato Europeu de Atletismo em Pista Coberta de 1973
O Campeonato Europeu de Atletismo em Pista Coberta de 1973 foi realizado na arena Ahoy, na cidade de Roterdão, Países Baixos, nos dias 10 e 11 de março de 1973. As competições repartiram-se por 23 eventos (13 no programa masculino e 10 no feminino).

## Medalhistas
Masculino
| Evento               | Ouro                                                                                      | Ouro    | Prata                                                                     | Prata   | Bronze                                                                   | Bronze  |
| 60 m                 | POL Zenon Nowosz                                                                          | 6.64    | GDR Manfred Kokot                                                         | 6.66    | FIN Raimo Vilén                                                          | 6.71    |
| 400 m                | YUG Luciano Sušanj                                                                        | 46.38   | GDR Benno Stops                                                           | 47.31   | POL Dariusz Podobas                                                      | 47.40   |
| 800 m                | FRA Francis Gonzalez                                                                      | 1:49.17 | GDR Gerhard Stolle                                                        | 1:49.32 | TCH Jozef Plachý                                                         | 1:49.50 |
| 1500 m               | POL Henryk Szordykowski                                                                   | 3:43.01 | BEL Herman Mignon                                                         | 3:43.16 | GDR Klaus-Peter Justus                                                   | 3:43.36 |
| 3000 m               | BEL Emiel Puttemans                                                                       | 7:44.51 | BEL Willy Polleunis                                                       | 7:51.86 | FIN Pekka Päivärinta                                                     | 7:52.97 |
| 60 m barreiras       | GDR Frank Siebeck                                                                         | 7.71    | POL Adam Galant                                                           | 7.76    | GDR Thomas Munkelt                                                       | 7.81    |
| salto em altura      | HUN István Major                                                                          | 2,20    | TCH Jiří Palkovský                                                        | 2,20    | GRE Vassilios Papadimitriou                                              | 2,17    |
| salto com vara       | ITA Renato Dionisi                                                                        | 5,40    | FRG Hans-Jürgen Ziegler                                                   | 5,35    | FRA Jean-Michel Bellot                                                   | 5,30    |
| salto em comprimento | FRG Hans Baumgartner                                                                      | 7,85    | GDR Max Klauss                                                            | 7,83    | POL Grzegorz Cybulski                                                    | 7,81    |
| triplo salto         | ROU Carol Corbu                                                                           | 16,80   | POL Michał Joachimowski                                                   | 16,75   | URS Mikhail Bariban                                                      | 16,38   |
| lançamento do peso   | TCH Jaroslav Brabec                                                                       | 20,29   | GDR Gerd Lochmann                                                         | 20,12   | TCH Jaromír Vlk                                                          | 19,68   |
| estafeta 4x360 m     | FRA França Lucien Sainte-Rose Patrick Salvador Francis Kerbiriou Lionel Malingre          | 2:46.00 | FRG Alemanha Ocidental Falko Geiger Karl Honz Ulrich Reich Hermann Köhler | 2:46.42 | -                                                                        |         |
| estafeta 4x720 m     | FRG Alemanha Ocidental Reinhold Soyka Josef Schmid Thomas Wessinghage Paul-Heinz Wellmann | 6:21.58 | TCH Tchecoslováquia Ivan Kovac Józef Samborsky Józef Plachý Ján Sisovsky  | 6:21.60 | POL Polónia Krzysztof Linkowski Leslaw Zajac Czeslaw Jursza Henryk Sapko | 6:26.95 |

Feminino
| Evento               | Ouro                                                                                  | Ouro    | Prata                                                                     | Prata   | Bronze                                                                            | Bronze  |
| 60 m                 | FRG Annegret Richter                                                                  | 7.27    | GDR Petra Vogt                                                            | 7.29    | FRA Sylviane Telliez                                                              | 7.32    |
| 400 m                | GBR Verona Bernard                                                                    | 53.04   | GDR Waltraud Dietsch                                                      | 53.35   | GDR Renate Siebach                                                                | 53.49   |
| 800 m                | BUL Stefka Yordanova                                                                  | 2:02.65 | GDR Elfi Rost                                                             | 2:02.83 | POL Elżbieta Skowrońska                                                           | 2:02.90 |
| 1500 m               | FRG Ellen Tittel                                                                      | 4:16.17 | BUL Totka Petrova                                                         | 4:17.20 | GDR Iris Claus                                                                    | 4:21.49 |
| 60 m barreiras       | GDR Annelie Ehrhardt                                                                  | 8.02    | ROM Valeria Bufanu                                                        | 8.16    | POL Teresa Nowak                                                                  | 8.23    |
| salto em altura      | BUL Yordanka Blagoeva                                                                 | 1,92    | GDR Rita Gildemeister                                                     | 1,86    | TCH Milada Karbanová                                                              | 1,86    |
| salto em comprimento | BUL Diana Yorgova                                                                     | 6,45    | TCH Jarmila Nygrýnová                                                     | 6,30    | POL Mirosława Sarna                                                               | 6,15    |
| lançamento do peso   | TCH Helena Fibingerová                                                                | 19,08   | POL Ludwika Chewińska                                                     | 18,29   | URS Antonina Ivanova                                                              | 18,25   |
| estafeta 4x180 m     | FRG Alemanha Ocidental Christiane Krause Annegret Richter Ingeborg Helten Rita Wilden | 1:21.15 | AUT Áustria Brigitte Haest Christa Kepplinger Carmen Mahr Karoline Käfer  | 1:23.33 | -                                                                                 |         |
| estafeta 4x360 m     | FRG Alemanha Ocidental Dagmar Jost Erika Weinstein Annelie Wilden Gisela Ellenberger  | 3:10.85 | FRA França Colette Besson Chantal Jouvhomme Chantal Leclerc Nicole Duclos | 3:11.20 | POL Polónia Danuta Manowiecka Marta Skrzypinska Krystyna Kacperczyk Danuta Piecyk | 3:11.65 |

## Quadro de medalhas
| Ordem | País               | Medalha de ouro | Medalha de prata | Medalha de bronze | Total |
| ----- | ------------------ | --------------- | ---------------- | ----------------- | ----- |
| 1     | Alemanha Ocidental | 6               | 2                | 0                 | 8     |
| 2     | Bulgaria           | 3               | 1                | 0                 | 4     |
| 3     | Alemanha Oriental  | 2               | 9                | 4                 | 15    |
| 4     | Polónia            | 2               | 3                | 7                 | 12    |
| 5     | Tchecoslováquia    | 2               | 3                | 3                 | 8     |
| 6     | França             | 2               | 1                | 2                 | 5     |
| 7     | Bélgica            | 1               | 2                | 0                 | 3     |
| 8     | Romania            | 1               | 1                | 0                 | 2     |
| 9     | Hungria            | 1               | 0                | 0                 | 1     |
| 9     | Itália             | 1               | 0                | 0                 | 1     |
| 9     | Reino Unido        | 1               | 0                | 0                 | 1     |
| 9     | Iugoslávia         | 1               | 0                | 0                 | 1     |
| 13    | Áustria            | 0               | 1                | 0                 | 1     |
| 14    | Finlândia          | 0               | 0                | 2                 | 2     |
| 14    | União Soviética    | 0               | 0                | 2                 | 2     |
| 16    | Grécia             | 0               | 0                | 1                 | 1     |